# Педро Еуженио
Педро Еуженио (на португалски: Pedro Eugénio) е професионален португалски футболист, който играе като крило за българския клуб Берое (Стара Загора).

## Кариера
Юноша е на португалските грандове Бенфика и Спортинг Лисабон. През 2010 година играе за мъжкия отбор на втородивизионния Лулентано (Португалия). През 2011 година е състезател на Фарензе, с който изиграва 29 мача и отбелязва 1 гол.
През месец юли 2012 година преминава тестове в Берое, като е одобрен от спортно-техническото ръководство и подписва двугодишен договор. Дебютира за новия си отбор на 11 август 2012 г., в мач срещу ФК Ботев (Враца), спечелен с 4 – 0.